# ジュスト・ジャカン
ジュスト・ジャカン（Just Jaeckin、1940年8月8日 - 2022年9月6日）は、フランスの映画監督、写真家。

## 略歴
父はオランダ人、母はイギリス人。フランスがナチス・ドイツの占領下にある時期、ヴィシーで生まれた。すぐに父母とともにイギリスに渡り、戦後フランスに戻った。帰国後、アートと写真を学び始めたが、本格的に学んだのは軍役の後になってからである。
パリにてファッション写真家として「ELLE」、「ヴォーグ」、「marie claire」といった雑誌で活躍していたが、アート・ディレクター、コマーシャルのフィルムなどを何本か撮ったのち映画界に進出する。1974年『エマニエル夫人』で監督デビューした。以後、エロスを描いた映画を多く監督した。フランスに在住し、妻アンナと暮らしていた。映画製作に携わった時代のことをよく覚えているが、晩年まで続けたのは写真と彫刻だった。
2022年9月6日、死去。

## 代表作
- エマニエル夫人 Emmanuelle (1974年)
- O嬢の物語 Histoire d'O (1975年)
- マダムクロード Madame　Claude　 (1976年)
- ガールズ Girls (1980年)
- チャタレイ夫人の恋人 Lady Chatterley's Lover (1981年)
- ゴールド・パピヨン Gwendoline (1984年)